# Флаг Солецкого городского поселения
Флаг муниципального образования Соле́цкое городское поселение Солецкого муниципального района Новгородской области Российской Федерации — опознавательно-правовой знак, служащий официальным символом муниципального образования.
Ныне действующий флаг утверждён 24 февраля 2011 года и подлежит внесению в Государственный геральдический регистр Российской Федерации.

## Описание флага
Описание флага, утверждённое решением Совета депутатов Солецкого городского поселения от 24 февраля 2011 года, гласит:
«Флаг Солецкого городского поселения представляет собой прямоугольное полотнище с отношением ширины к длине 2:3, в центре которого — тележное колесо жёлтого цвета, поддерживаемое по сторонам: со стороны древка — медведем чёрного цвета с когтями и глазами жёлтого цвета, с другой стороны — барсом жёлтого цвета в пятнах чёрного цвета, с когтями и глазами белого цвета; в каждом углу полотнища — четырёхугольная пирамидка белого цвета, изображённая в 3/4 оборота».
Описание предыдущего флага, утверждённого решением Совета депутатов Солецкого городского поселения от 26 августа 2010 года, гласило:
«Флаг Солецкого городского поселения представляет собой в приложении к настоящему Положению прямоугольное полотнище с отношением ширины к длине 2×3. Флаг составлен на основании герба Солецкого городского поселения. В червлёном поле противостоящие: справа серебряный медведь с золотыми когтями и червлёными глазами и слева золотой барс с серебряными когтями и червлёными глазами, опирающиеся на золотое орудийное колесо, сопровождаемые четырьмя серебряными кристаллами соли 2 и 2».

## Обоснование символики
Флаг составлен на основании герба Солецкого городского поселения по правилам и традициям геральдики и отражает исторические, культурные, социально-экономические, национальные и иные местные традиции.
Красный цвет полотнища символизирует храбрость, мужество, а также кровь, пролитую в борьбе. Город неоднократно был ареной различных войн и выпускал орудийные лафеты и колёса для артиллерии, отчего в центре полотнища изображено орудийное колесо золотом (жёлтый цвет), так как данный промысел приносил значительный прибыток городу.
Орудийное колесо поддерживают справа чёрный медведь — фигура герба Новгородской губернии, в которую административно входила Шелонская пятина в XIII—XVIII веках, а слева золотой барс — фигура герба Псковской губернии, в которую административно входили Солецкие земли в XVIII—XX веках.
В знак названия города и наличие соленых источников на полотнище помещены четыре кристалла соли.